# Kermes cordiformis
Kermes cordiformis är en insektsart som beskrevs av Karl Hermann Leonhard Lindinger 1912. Kermes cordiformis ingår i släktet Kermes och familjen eksköldlöss. Inga underarter finns listade i Catalogue of Life.